# 会津若松母親殺害事件
会津若松母親殺害事件（あいづわかまつ ははおやさつがいじけん）とは、2007年5月15日に福島県会津若松市で発生した少年による母親殺害事件。

## 事件の経緯
2007年5月15日午前7時ごろ、福島県会津若松市の会津若松警察署で、当時17歳の同市の県立高校3年の男子生徒が「母親を殺害しました」と言って自首する。少年Kは切断された女性の頭部を通学用の黒い布製ショルダーバッグに入れて持ってきていた。その際応対した女性警官は生首と目が合い卒倒して医務室に運び込まれたという。署員が少年の自宅アパートに駆けつけたところ、母親が布団の上にうつぶせになり、頭部を切断された状態で死んでいるのを発見した。同署は少年Kを殺人容疑で緊急逮捕する。翌5月16日、福島県警は殺人と死体損壊の疑いで少年を福島地検会津若松支部に送検した。
少年Kは5月15日午前1時30分ごろ寝ている母親を包丁で刺して殺害し、のこぎりで首と右腕を切断した。加えて左腕も切断しようとしたが切断できなかったため断念した。その後、同日午前4時55分頃、インターネットカフェに入店。入店時の服装は自首時と同様に長袖のTシャツにジーパン、フード付きパーカを着て、腕に包帯を巻いていた。そこでアメリカ合衆国の人気アーティストビースティ・ボーイズのDVDを見ている。その後、6時20分ごろ、携帯電話でタクシーを予約し、6時50分ごろにタクシーに乗って会津若松警察署に乗りつけた。タクシーの後部座席にもバッグから垂れたと思われる血が付着していた。
遺体の首と頭には包丁で刺された傷が複数あり、手には抵抗した際に出来たと思われる無数の傷があった。室内にあった観賞用の植木鉢には切断された右腕が差されており、白色のスプレー式塗料で着色されていた。アパートの遺体の側には、血まみれの包丁とのこぎりが残されていた。のこぎりは数日前に市内のホームセンターで買ったものだという。

## 人物像
少年Kは中学時代、卓球部に入っていた。しかし1年で退部し、そこから勉強に専念し何事にも一生懸命な優等生であった。市内でもトップクラスの進学校に合格した。だが、高校に入り長髪にし、爪も伸ばすようになった。周りにうまく溶け込めず、一人でいる事を好み、友達も少なかった。生徒は高校2年の9月頃から風邪や頭痛を理由に不登校気味であった。3年になってからは5日間登校しただけで、4月16日を最後に登校していなかった。5月1日には体調不良を訴えて市内の病院で診察を受けた。その際、精神的に不安定という診断を受け、医師から「精神的に不安定なので、登校を強く促さないように」と言われていた。
少年Kの実家は福島県大沼郡金山町で、約60キロ離れた会津若松市の高校に通うためアパートを借りていた。弟と一緒に住んでいたが、弟は別の部屋にいて気づかなかったという。母親は保育士で大沼郡内に勤務していた。14日は午後6時過ぎに仕事を終え、アパートを訪れていた。15日は母親の誕生日だった。
動機について生徒は「誰でもいいから殺そうと考えていた」「戦争やテロが起きないかなと思っていた」と供述している。

## 少年の処遇
2007年10月5日、福島地検会津若松支部は殺人などの非行事実で、少年Kを福島家裁会津若松支部に送致した。
事件当時、少年の精神状態が不安定だったことを踏まえて福島地検会津若松支部は約4ヶ月かけて精神鑑定を実施。精神科医による精神鑑定は「少年に軽度の障害は見られるが、刑事責任能力に問題はない」という診断結果となった。この鑑定結果を受けて、「精神疾患はない」として少年の刑事責任能力を問えると判断。「刑事処分相当」との意見を付けて検察官送致（逆送）を求めた。
2007年10月22日、福島家裁会津若松支部（増永謙一郎裁判長）で第1回少年審判が開かれ、付添人の弁護士の申請に基づき、少年Kの精神鑑定を行うことを決めた。精神鑑定は、福島地検会津若松支部が家裁送致前に実施しており、今回が2回目の精神鑑定となった。これにより少年は2008年1月21日を期限に鑑定留置された。
2008年1月24日、福島家裁会津若松支部が実施した精神鑑定が「少年に明らかな精神障害があり、刑事責任能力はない」という診断結果となったことが分かった。家裁の鑑定は児童精神科の専門医が担当。2008年1月21日までの約3ヶ月に渡って少年の成育歴や生活環境の調査、脳の検査などを行った。鑑定書は計55ページで「発達障害と環境要因が相まって、著しい精神障害がみられる」と指摘した。
2008年2月26日、福島家裁会津若松支部（増永謙一郎裁判長）は、十分な治療と教育が必要として少年Kを医療少年院送致とする保護処分を決定した。
裁判長は、少年には完全な責任能力があったとしたが「比較的軽度なある種の精神障害があり、障害抜きに非行は生じなかった」と認定。その上で「再犯の危険を減らすには障害への十分な治療と継続的な教育が必要」とし、医療措置の経過を見ながら特別少年院に移送するのが相当と結論付けた。
また、少年の障害について、高い知能水準に比べて対人技術に乏しく、限られた興味へのこだわりが強いと指摘。中学生のころ、猟奇的漫画などに興奮、殺人願望が芽生えたとした。高校進学後は環境変化による不満や寂しさなどのはけ口として殺人・解体願望は飛躍的に高まり、不登校になって自棄的な気持ちを強め、非行に至ったと分析した。
その上で「非道かつ残忍だが、少年への応報よりも教育や更生を重視し、保護処分を選択すべき特段の事情がある」とした。

## 事件全記録廃棄
2022年10月、福島家裁会津若松支部は特別保存を検討せず要領策定前にすべての記録を破棄していたことが報道機関の取材により発覚した。「裁判所記録廃棄問題」も参照
廃棄された理由・背景
本件事件は県内でも有名な事件で職場全体で認知されており、廃棄準備の中で「鑑定留置等、少年手続としては特殊な手続がとられているので、参考記録として残したらどうか。」などの声があがっていた。また、本件記録は他の少年事件記録とは別のスペースで保管されており、廃棄時における支部の管理職は、前任者から本件記録について「特別な事件なので、この事件だけ特別に保管している。」との引継ぎを受けていた。そのようなこともあり、当該支部の管理職が本庁の管理職に対し本件記録の廃棄について相談したところ、支部の判断に任せる旨の回答を受けた（なお、その回答に関する所長の関与は不明である。）。当該支部の他の管理職において、本件記録を廃棄することについて問題意識を持つ者もいたが、その回答を受け、結局、2項特別保存の判断権者である所長に諮られることはないまま、本件記録の廃棄手続が進められた。